# Lago Steffen
Lago Steffen är en sjö i Argentina.   Den ligger i provinsen Río Negro, i den sydvästra delen av landet, 1 400 km sydväst om huvudstaden Buenos Aires. Lago Steffen ligger 1 143 meter över havet.
I omgivningarna runt Lago Steffen växer i huvudsak blandskog. Runt Lago Steffen är det ganska glesbefolkat, med 24 invånare per kvadratkilometer.